# 威尼斯海洋史博物館

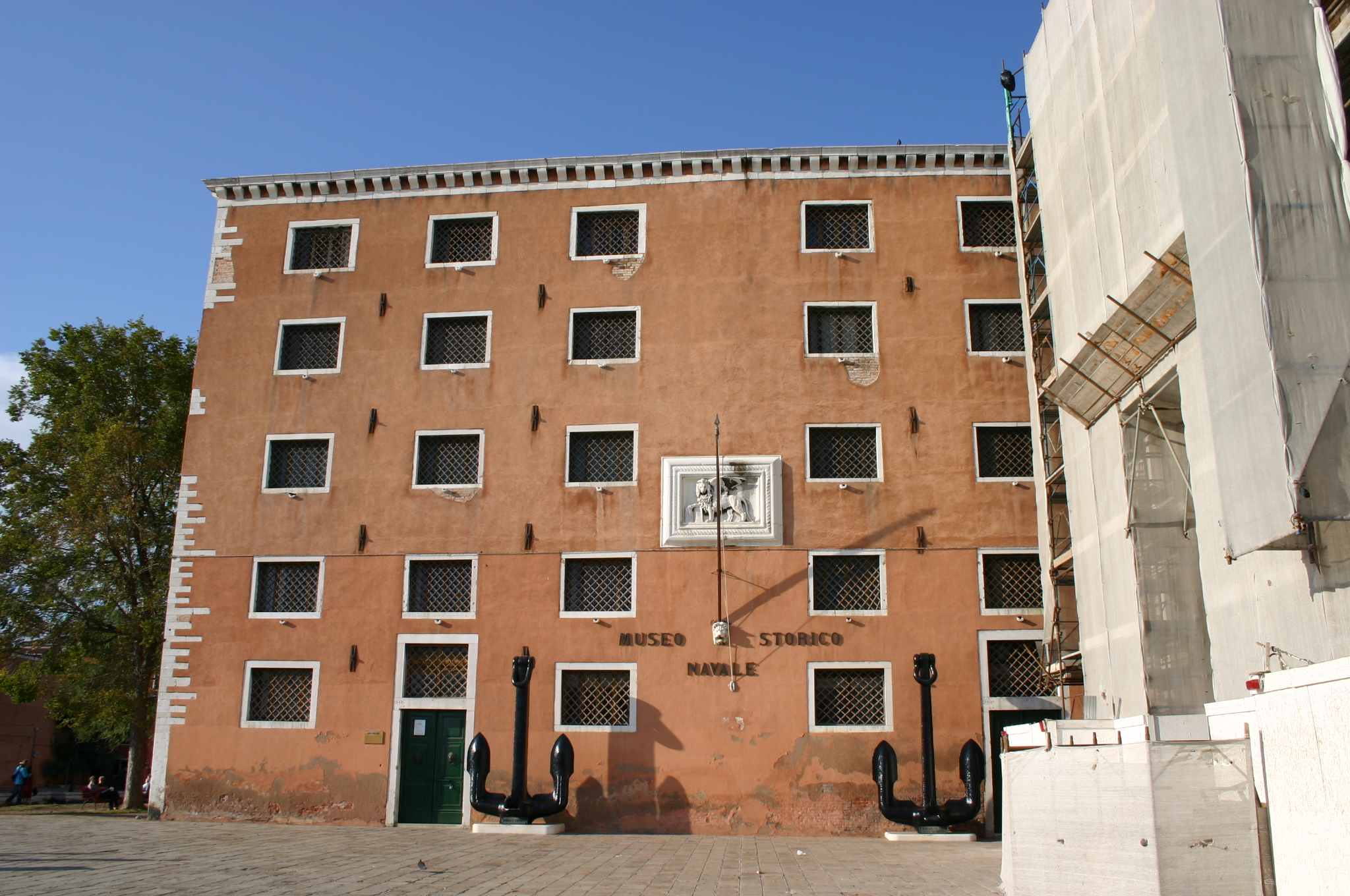
威尼斯海洋史博物館

威尼斯海洋史博物館 (義大利語：Museo Storico Navale)是位於義大利威尼斯城堡區的一座博物館，鄰近威尼斯軍械庫。

## 历史
博物館由義大利海軍成立於1919年，展示有大量船舶和武器。